# Colmesnil-Manneville
Colmesnil-Manneville là một xã thuộc tỉnh Seine-Maritime trong vùng Normandie miền bắc nước Pháp.